# (2423) Ибаррури
(2423) Ибаррури (лат. Ibarruri) — небольшой астероид, который относится к группе астероидов пересекающих орбиту Марса и принадлежащий к редкому спектральному классу A. Он был открыт 14 июля 1972 года советским астрономом Людмилой Журавлёвой в Крымской обсерватории и назван в честь Героя Советского Союза испанского коммуниста Рубена Ибаррури.

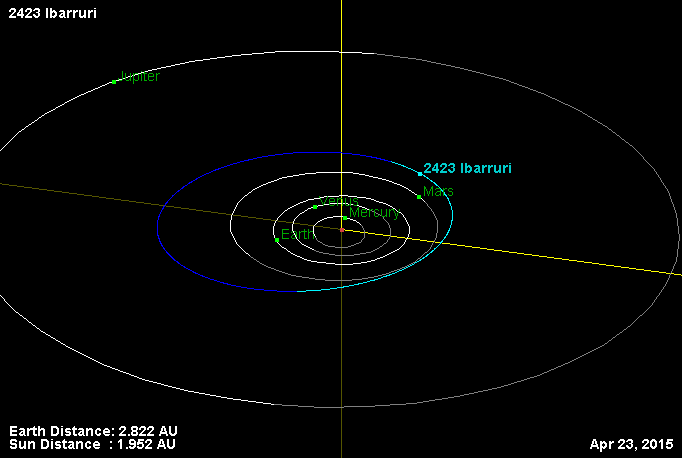
Орбита астероида Ибаррури и его положение в Солнечной системе